# 왜소 구형 은하

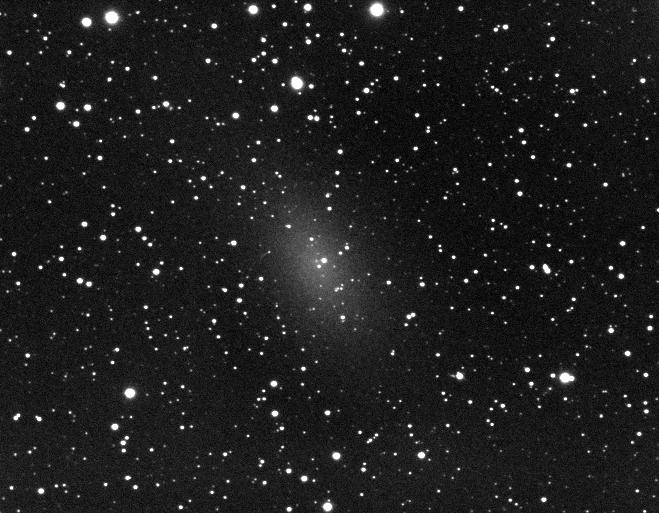
국부 은하군의 왜소 구형 은하인 NGC 147이다.

왜소 구형 은하(矮小 球形 銀河, dwarf spheroidal galaxy, dSph)는 천문학에서 우리 은하와 유사한 은하인 안드로메다 은하의 동반 은하들과 같은 낮은 광도의 은하들을 표현하는 단어다. 왜소 타원 은하의 외양 및 가스나 먼지, 최근의 별의 형성이 거의 없다는 등의 특징을 보인다는 점에서 그다지 차이가 없어보이지만, 이들은 일반적으로 낮은 광도를 가지면서 거의 구형을 띠고 있고, 오직 국부 은하군의 위성 은하만 이 분류로 인정된다.
2005년까지 아홉개의 "고전적인" 왜소 구형 은하가 발견되었지만, 슬론 디지털 스카이 서베이의 관측 결과로 11개의 왜소 구형 은하가 더 발견되었다. 이 왜소 구형 은하들은 연구에 더 큰 샘플로 제공됨으로써 왜소 구형 은하에 대한 이해를 급격하게 바꾸게 만들었다.
최근에, 이 은하가 성장 중이라는 증거인 왜소 타원 은하의 대다수가 타원 은하와 전혀 유사하지 않고, 불규칙 은하나 만기형 나선 은하에 가깝다는 특징을 가지고 있다는 사실이 밝혀졌다. 이 유형은 사실 우주에서 가장 흔한 은하의 유형일 것이다. 그러나 너무 희미하기 때문에 다른 유형의 은하들보다 관측하기 어렵다.
가장 낮은 광도의 왜소 구형 은하의 밝기와 은하 내에 포함된 별의 특징 때문에 일부 천문학자들은 왜소 구형 은하와 구상성단을 명확하게 분간하여 분류할 수 없다고 주장한다. 최근의 다른 연구에서 왜소 구형 은하 내의 별의 운동으로 추정한 총 질량에서 둘을 구분할 수 있는 차이를 찾았다. 현재 주류 이론으로 받아들여지는 ΛCDM 우주론에서, 왜소 구형 은하에서는 암흑 물질의 흔적이 확실히 보인다. 암흑 물질의 존재는 흔히 구상성단(구상성단에는 암흑물질의 흔적이 작거나 없다)으로부터 왜소 구형 은하를 다른 천체의 분류로써 분류할 이유로 언급된다. 왜소 구형 은하 내에 극도로 거대한 양의 암흑물질로 인해, 이들은 "암흑 물질에 의해 가장 많이 지배되는 은하"라는 타이틀을 받을만할 것이다.

## 같이 보기
- 은하
- 왜소 은하
- 왜소 타원 은하
- 허블 순차
- 은하의 형성과 진화
- 은하군
- 은하단
- 불규칙 은하
- 국부 은하군
- 가까운 은하 목록
- 암흑 은하